# Саидова, Туман
Туман Саидова (узб. Tuman Saidova; 1913 год — неизвестно) — советский хозяйственный, государственный и политический деятель, Герой Социалистического Труда (1957).

## Биография
Родилась в 1913 году в кишлаке Пилал. Член КПСС с 1939 года.
С 1929 года — на хозяйственной, общественной и политической работе. В 1929—1975 гг. — колхозница, звеньевая колхоза имени Маркса Акдарьинского района Самаркандской области, председатель Суганчинского кишлачного Совета, председатель Акдарьинского райисполкома, председатель колхоза имени Димитрова, председатель Примкентского кишлачного Совета, председатель колхоза имени Маркса Акдарьинского района Самаркандской области, председатель Примкентского кишлачного Совета, председатель колхоза «Коммунист» Иштыханского района Самаркандской области, председатель Примкентского кишлачного Совета.
Указом Президиума Верховного Совета СССР «О присвоении звания Героя Социалистического Труда колхозникам, колхозницам, работникам машинно-тракторных станций, совхозов, партийным и советским работникам Узбекской ССР» от 11 января 1957 года за «выдающиеся успехи, достигнутые в деле развития советского хлопководства, широкое применение достижений науки и передового опыта в возделывании хлопчатника и получение высоких и устойчивых урожаев хлопка-сырца» присвоено звание Героя Социалистического Труда с вручением ордена Ленина и золотой медали «Серп и Молот».
Избиралась депутатом Верховного Совета Узбекской ССР 1-5-го созыва.
Умерла после 1975 года.